# سن-کوم
سن-کوم (به فرانسوی: Saint-Côme) یک کامین در فرانسه است که در Canton of Bazas واقع شده‌است.

## خصوصیات
سن-کوم ۵٫۹۶ کیلومترمربع مساحت و ۲۹۷ نفر جمعیت دارد و ۵۰ متر بالاتر از سطح دریا واقع شده‌است.